# Scotostena pinodes
Scotostena pinodes là một loài bướm đêm trong họ Noctuidae.